# Élections sénatoriales de 2004 dans la Vendée
Les élections sénatoriales de 2004 dans la Vendée ont lieu le dimanche 26 septembre. Elles ont pour but d'élire les sénateurs représentant le département au Sénat pour un mandat de dix années.
Trois sénateurs sont élus : le sortant Philippe Darniche et Bruno Retailleau (tous deux MPF) au premier tour, ainsi que Jean-Claude Merceron (UDF) au second. Jacques Oudin (UMP), candidat à sa réélection, est battu.

## Contexte départemental
Lors des élections sénatoriales du 24 septembre 1995 dans la Vendée, trois sénateurs ont été élus, un MPF, un RPR et un UDF.
Depuis, tous les effectifs du collège électoral des grands électeurs ont été renouvelés, avec les élections législatives françaises de 2002, les élections régionales françaises de 2004, les élections cantonales de 2001 et 2004 et les élections municipales françaises de 2001.

## Sénateurs sortants
| Sénateur | Sénateur          | Parti | Fonctions lors de l'élection en 1995              |
| -------- | ----------------- | ----- | ------------------------------------------------- |
|          | Louis Moinard     | UDF   | Sénateur sortant                                  |
|          | Jacques Oudin     | UMP   | Sénateur sortant                                  |
|          | Philippe Darniche | MPF   | Conseiller général, maire de Mouilleron-le-Captif |

## Présentation des candidats et des suppléants
Les nouveaux représentants sont élus pour une législature de 10 ans au suffrage universel indirect par les 1474 grands électeurs du département. Dans la Vendée, les sénateurs sont élus au scrutin majoritaire à deux tours. Leur nombre reste inchangé, 3 sénateurs sont à élire. Ils sont 11 candidats dans le département, chacun avec un suppléant.
| T/S | Candidats | Candidats                       | Parti | Principale fonction                             |
| --- | --------- | ------------------------------- | ----- | ----------------------------------------------- |
| T   |           | Françoise Grivel                | PCF   |                                                 |
| S   |           |                                 | PCF   |                                                 |
| T   |           | Michèle Tricoire                | PCF   |                                                 |
| S   |           |                                 | PCF   |                                                 |
| T   |           | James Varennes                  | PCF   |                                                 |
| S   |           |                                 | PCF   |                                                 |
| T   |           | Gilles Bourmaud                 | PS    |                                                 |
| S   |           |                                 | PS    |                                                 |
| T   |           | Daniel David                    | PS    |                                                 |
| S   |           |                                 | PS    |                                                 |
| T   |           | Jacques Fraisse                 | PS    |                                                 |
| S   |           |                                 | PS    |                                                 |
| T   |           | Jean-Claude Merceron            | UDF   | Conseiller général, maire de Givrand            |
| S   |           |                                 | UDF   |                                                 |
| T   |           | Jacques Oudin                   | UMP   | Sénateur sortant                                |
| S   |           |                                 | UMP   |                                                 |
| T   |           | Philippe Darniche               | MPF   | Sénateur sortant, maire de Mouilleron-le-Captif |
| S   |           |                                 | MPF   |                                                 |
| T   |           | Bruno Retailleau                | MPF   | Conseiller général                              |
| S   |           |                                 | MPF   |                                                 |
| T   |           | Éric du Réau de la Gaignonnière | FN    |                                                 |
| S   |           |                                 | FN    |                                                 |

## Résultats
| Candidat et parti politique | Candidat et parti politique     | Candidat et parti politique | Premier tour | Premier tour | Second tour | Second tour |
| Candidat et parti politique | Candidat et parti politique     | Candidat et parti politique | Voix         | %            | Voix        | %           |
| --------------------------- | ------------------------------- | --------------------------- | ------------ | ------------ | ----------- | ----------- |
|                             | Bruno Retailleau                | MPF                         | 894          | 61,70        |             |             |
|                             | Philippe Darniche               | MPF                         | 752          | 51,90        |             |             |
|                             | Jacques Oudin                   | UMP                         | 587          | 40,51        | 465         | 32,59       |
|                             | Jean-Claude Merceron            | UDF                         | 553          | 38,16        | 654         | 45,83       |
|                             | Jacques Fraisse                 | PS                          | 320          | 22,08        | 308         | 21,58       |
|                             | Gilles Bourmaud                 | PS                          | 300          | 20,70        | Retrait     | Retrait     |
|                             | Daniel David                    | PS                          | 271          | 18,70        | Retrait     | Retrait     |
|                             | Françoise Grivel                | PCF                         | 50           | 3,45         | Retrait     | Retrait     |
|                             | Michèle Tricoire                | PCF                         | 35           | 2,42         | Retrait     | Retrait     |
|                             | James Varennes                  | PCF                         | 31           | 2,14         | Retrait     | Retrait     |
|                             | Éric du Réau de la Gaignonnière | FN                          | 12           | 0,83         | Retrait     | Retrait     |
|                             |                                 |                             |              |              |             |             |
| Inscrits                    | Inscrits                        | Inscrits                    | 1 474        | 100,00       | 1 474       | 100,00      |
| Abstentions                 | Abstentions                     | Abstentions                 | 8            | 0,54         | 7           | 0,47        |
| Votants                     | Votants                         | Votants                     | 1 466        | 99,46        | 1 467       | 99,53       |
| Blancs et nuls              | Blancs et nuls                  | Blancs et nuls              | 17           | 1,16         | 40          | 2,73        |
| Exprimés                    | Exprimés                        | Exprimés                    | 1 449        | 98,84        | 1 427       | 97,27       |